# Ignacio Romagosa i Clariana
Ignacio Romagosa i Clariana (Tarragona, 22 de novembre de 1955) és un enginyer agrònom català. El 1978 es llicencià en enginyeria agrònoma a la Universitat Politècnica de Madrid i el 1982 es doctorà en agronomia a la Universitat de Colorado. Ha treballat per al CSIC i per la Universitat Estatal de Washington (1995).
Ha aconseguit obtenir vuit varietats híbrides de bleda-rave monogerme i d'ordi i un conjunt de trisòmics primaris de bleda-rave. El 1998 li fou atorgada la Medalla Narcís Monturiol al mèrit científic de la Generalitat de Catalunya. Actualment és catedràtic de Producció Vegetal i Ciència Forestal a l'Escola Tècnica Superior d'Enginyeria de la Universitat de Lleida, forma part del Grup de Recerca en Millora Genètica de Cultius. i és vocal del Programa CYTED (Programa Iberoamèricà de Ciència i Tecnologia per al Desenvolupament).